# Payam Moula
Payam Moula, född 10 oktober 1988 i Husby, Stockholms kommun, är en svensk doktorand, chefredaktör och socialdemokratisk samhällsdebattör, samt tidigare kommunpolitiker och politisk tjänsteman för Socialdemokraterna.
Moula föddes i Stockholm, men växte upp i Norrköping och senare Ekängen, Linköpings kommun. Han har tagit en licentiatexamen i praktisk filosofi vid KTH, varit verksam som doktorand där och varit anställd som politiskt sakkunnig för dåvarande energi- och samordningsministern Ibrahim Baylan vid statsrådsberedningen.
Moula är sedan mars 2019 chefredaktör för den socialdemokratiska tidskriften Tiden.